# Патрик Бергер
Патрик Бергер (чеш. Patrik Berger; Праг, 10. новембар 1973) бивши је чешки фудбалер.

## Клупска каријера
Бергер је играо у омладинском погону Спарте из Прага, али је ипак сениорску каријеру почео у највећем ривалу Славији. Године 1995. Отмар Хицфелд га доводи у Борусију из Дортмунда. У Борусији је најчешће коришћен као замена, постигао је 4 гола у 25 утакмица.
Након Европског првенства 1996. где је Чешка Република била друга, Ливерпул доводи Бергера за 3,25 милиона фунти. Дебитовао је Ливерпул 7. септембра 1996. у победи над Сандерлендом од 2:1 ушавши са клупе. Прва 2 гола је постигао у победи над Лестер ситијем од 3:0 наредног кола. 
Наредне сезоне није био у добрим односима са тренером Ројом Евансом, и због тога је Бергер најчешће био на клупи. Долазак Жерара Улијеа на клупу Ливерпула је означио почетак редовним наступима. Играњем редовно у првој сезони код Улијеа Бергер је постигао 9 голова. Новембра 2000. се тешко повредио у поразу од Лидс јунајтеда 4:3, и тако је пропустио већи део сезоне 2000/01. Бергер се опоравио у марту 2001. и играо је и финале УЕФА купа и финале ФА купа. У финалу ФА купа против Арсенала је асистирао Мајкл Овену код одлучујућег гола у победи од 2:1.
Све чешће повреде ремете његову каријеру, и тако 2003. прелази у Портсмут без обештећења. Бергер је на дебију против Астон Виле постигао гол, а 18. октобра 2003. постигао је победоносни гол против бившег клуба Ливерпула. У фебруару 2004. је морао на операцију колена и због тога пропушта остатак сезоне. Наредне сезоне клуб опстаје у лиги, а Бергер одлази у Астон Вилу.
Након 2 сезоне у Астон Вили и једне сезоне проведене на позајмици у Стоук ситију, Бергер се враћа у Спарту из Прага за коју је играо као јуниор. У сезони 2008/09. био је капитен екипе, и најбољи стрелац екипе у првенству са 6 постигнутих голова. У сезони 2009/10. је одиграо само 2 првенствена меча због повреде колена. У јануару 2010. одлази у пензију јер не успева да се опорави од повреде.

## Репрезентативна каријера
Бергер је дебитовао за репрезентацију Чехословачке 23. марта 1993. против Кипра. Играо је за Чешку Републику на Европском првенству 1996. у Енглеској, с којом је био други на турниру. Одиграо је све мечеве своје репрезентације, а у финалу је постигао гол са пенала против Немачке којим је довео Чешку Републику у вођство, али је на крају Немачка славила захваљујући златном голу Оливера Бирхофа у продужецима.
На следећем Европском првенству 2000. Бергер је одиграо само један меч због суспензије од два меча након искључења у квалификацијама против Фарских острва.

## Остало
Његов стриц је познати чехословачки фудбалер Јан Бергер који је играо за репрезентацију Чехословачке.

## Трофеји
Борусија Дортмунд
- Бундеслига : 1996.
- Суперкуп Немачке : 1995.

Ливерпул
- ФА куп : 2001
- Лига куп : 2001, 2003.
- Комјунити шилд : 2001.
- УЕФА куп : 2001.
- УЕФА суперкуп : 2001.

Индивидуални
- Чешки фудбалер године : 1996.